# Chironomus kiknadzeae
Chironomus kiknadzeae är en tvåvingeart som beskrevs av Michailova 1984. Chironomus kiknadzeae ingår i släktet Chironomus och familjen fjädermyggor. Inga underarter finns listade i Catalogue of Life.